# Spółgłoska szczelinowa międzyzębowa bezdźwięczna
Spółgłoska szczelinowa międzyzębowa bezdźwięczna – rodzaj dźwięku spółgłoskowego występujący w językach naturalnych. W międzynarodowej transkrypcji fonetycznej IPA oznaczana jest symbolem: [θ].

## Artykulacja
W czasie artykulacji podstawowego wariantu [θ]:
- Modulowany jest prąd powietrza wydychanego z płuc, czyli jest to spółgłoska płucna egresywna.
- Tylna część podniebienia miękkiego zamyka dostęp do jamy nosowej, powietrze uchodzi przez jamę ustną (spółgłoska ustna).
- Prąd powietrza w jamie ustnej przepływa ponad całym językiem lub przynajmniej uchodzi wzdłuż środkowej linii języka (spółgłoska środkowa).
- Jest to spółgłoska zębowa – język kontaktuje się z górnymi siekaczami, tworząc małą szczelinę. Szczelina ta jest na tyle wąska, że masy powietrza wydychanego z płuc tworzą charakterystyczny dla spółgłoski szczelinowej szum.
- Wiązadła głosowe nie drgają, spółgłoska ta jest bezdźwięczna.

## Terminologia
Spółgłoska szczelinowa międzyzębowa to inaczej spółgłoska frykatywna interdentalna lub frykatyw interdentalny.

## Przykłady
- W języku angielskim: thought [θɔ:t] "myśl"
- W języku arabskim: ثابت [θæ:bit], "stabilny"
- W języku turkmeńskim sen [θen] "ty"
- W języku walijskim: saith [saɪθ] "siedem"
- W języku hiszpańskim: doce [doθe] "dwanaście"

Spółgłoska ta nie występuje w wielu językach, dlatego jej wymowa sprawia trudność obcokrajowcom uczącym się angielskiego lub arabskiego. Przykładowo Polacy wymawiają ją często jak [f], Niemcy i Pakistańczycy jak [s].

## Spółgłoska szczelinowa niesycząca dziąsłowa bezdźwięczna
W niektórych językach występuje spółgłoska szczelinowa niesycząca dziąsłowa bezdźwięczna, nie posiadająca odrębnego symbolu IPA, zapisywana [θ̠], [θ͇] lub [ɹ̝̊], kiedy niezbędne jest rozróżnienie.

### Artykulacja
W czasie artykulacji podstawowego wariantu [θ̠]:
- modulowany jest prąd powietrza wydychanego z płuc, czyli jest to spółgłoska płucna egresywna
- tylna część podniebienia miękkiego zamyka dostęp do jamy nosowej, powietrze uchodzi przez jamę ustną (spółgłoska ustna)
- prąd powietrza w jamie ustnej przepływa ponad całym językiem lub przynajmniej uchodzi wzdłuż środkowej linii języka (spółgłoska środkowa)
- jest to spółgłoska dziąsłowa – język kontaktuje się z dziąsłami, tworząc małą szczelinę. Szczelina ta jest na tyle wąska, że masy powietrza wydychanego z płuc tworzą charakterystyczny dla spółgłosek szczelinowych szum. W zależności od tego czy kontaktu dokonuje górna powierzchnia czy czubek języka, mówimy o spółgłosce apikalnej lub laminalnej.
- wiązadła głosowe nie drgają, spółgłoska ta jest bezdźwięczna

### Przykłady
- spółgłoska laminalna:

w języku islandzkim: þakið [θ̠akið̠] "dach"